# DC Comics Special II: Villains in Paradise
DC Comics Special II: Villains in Paradise es el segundo especial de la serie Robot Chicken que está basado en la famosa editorial de cómics DC Comics. Es la secuela de "Robot Chicken DC Comics Special". Fue estrenado el 6 de abril del 2014. El éxito del especial dará origen a otra secuela, "DC Comics Special III: Magical Friendship".

## Lista de Sketches

### ArkhamBreakout
Una noche en el Manicomio Arkham, todos los villanos se fugan en globo de tela hichado con aire caliente. Para escapar, Lex Luthor se disfraza de mucama, el Acertijo trata de abrir una reja electrificada, Gorilla Grodd y Bizarro cavan un hoy, Sinestro se esconde en la ropa sucia, el Espantapájaros se disfraza de arbusto (Fritz Hunmorder lo quema con un cigarro), el Capitán Frío y el Pingüino se escapan por una ventana, y Mr. Banjo es asesinado a balazos por Pollo.

### Buying Cookies
Un hijo de su madre va a la casa de Bizarro y le pregunta si quiere comprar galletas. Bizarro le dice que no (en realidad, eso era sí), pero ella lo malinterpreta y se va, dejando a Bizarro con las ganas de galletas.

### Working for Doom
Al tratar de llegar al Puticlub, el Espantapájaros es agredido sexualmete por un grupo de violadores. Leena, la hija de Lex, le dice a su padre que tiene que ir a la playa porque so novio va a ir ahí, pero Luthor le pide que por un rato vaya a atender en la cafetería, por lo cual ella termina cumpliendo los pedidos de los villanos, mientras que Gorilla Grodd y Black Adam hablan sobre ella y Brainiac y Hiedra Venenosa discuten sobre el Wi-Fi y el 3G.

### Superboy
Gundar presenta a su "clon" Superboy/Connor a la Liga de la Justicia, pero Mujer Maravilla le dice que no diga la verdad (ya que Connor/Superboy era hijo de ella y Superman).

### Bathound vs. Banehound
Bati-Perro y Perro-Bane se pelean y Perro-Bane termina rompiéndole la columna a Bati-Perro.

### Sexx Luthor
Durante una conferencia de la Liga del Mal, el Espantapájaros, Gorilla Grodd, Sinestro y Gatúbela encuentran/miran un vídeo de Lex y Lex se enfada porque no le prestan atención, por lo cual el Espantapájaros pone el vídeo en la pantalla grande. El vídeo trata sobre Lex dando un concierto en los ochenta, pero bajo el seudónimo de "Sexx Luthor". Al final, Luthor destroza la laptop de Espantapájaros, pero Gorilla Grodd ya grabó la canción en su iPhone para que suene cada vez que lo llamen.

### Reverse Flash
Flash sale en una cita y Reverse Flash lo encuentra y dice que tiene una doble de la ovia de Flash, pero la novia de Flash le dice que se llama Tina.

### Giving Bats a Ride
Batman le dice a Linterna Verde que volar en una burbuja no se ve muy masculino, por lo cual mientras que Detective Marciano, Superman, y la Mujer Maravilla luchan contra un villano (posiblemente Chemo), Linterna Verde pasea a Batman con un Velero Linterna.

### Worked to the Bone
Toda la Liga del Mal le hace huelga a Lex Luthor para que tengan vacaciones, ya que nunca tiene tiempo libre, y como Leena está en la playa con su novio (Connor/Superboy), gracias a una foto del iPhone de Gorilla Grodd, Luthor acepta. Cabe destacar que Starro el Conquistador se une a Luthor mientras este se oponía, pero que el capitán Frío lo bota por el váter y jala la palanca.

### Invisible Emergency
Como Mujer Maravilla está dormida en el Jet con Flecha Verde, este empieza a preguntar por teléfono a un mecánico sobre como reparar el Jet Invisible, pero termina rompiendo el tanque de gasolina (no pudo leer el manual, porque este estaba invisible), y por consecuente, termina estrellando el Jet en una montaña, Muejr Maravilla sale ilesa, pero Flecha muere.

### Doctor Fate
Durante una cena romántica del Dr. Fate con su novia, un anciano muere atragantado, por lo cual el camarero del restaurante pide ayuda. Su novia le dice al camarero que al ser un "doctor", Fate puede ayudar, pero este dice que no es médico y se va volando.

### Cyborg's Poop
Al ir al baño, Cyborg saca un chip, escribe "Caca" en él, lo bota por el váter, y luego jala la palanca.

### Comic BookDeaths
Durante el funeral de Flecha Verde, Batman dice que ya está harto de estos funerales porque no importa cuantas veces mueran los héroes, siempre terminan resucitando/reviviendo, por lo cual todos los héroe levantan la mano y aplauden su discurso, entre ellos, Flecha Verde.

### Nerd at theDaily Planet
En el primer día de trabajo del Nerd en el Daily Planet, para demostrarle que Superman salva al mundo, James "Jimmy" Olsen se tira por la ventana (sin su reloj para que Superman lo encuentre), y fallece al caer contra un carro. Más tarde, promueven al Nerd por su muerte (cabe decir que él se llevó el reloj), así que este va al zoológico a tomar fotos y provoca a un gorila, haciendo que este lo agarre y al soltarlo, se coma el reloj. Al llegar Superman, pensando que el gorila se tragó a Olsen, destripa y asesina brutalmente al gorila, solo para que el Nerd lo inculpe y escriba la noticia "Superman Murders Gorilla", por lo cual Clark Kent, lo felicita sarcásticamente. 

### She Likes Fish
Aquaman discute con su esposa, cual es un pez.

### Spring Break of Doom
En la playa, Sinestro y el Sr. Frío vana tomar sol, pero Sinestro se queda bronceado. Cara de Barro coquetea con una falsa sirena de arena, pero el mar llega y se lo lleva. El Pingüino, el Espantapájaros, Black Manta, el Acertijo, el Guasón, y Brainiac entran desnudos a una playa privada (pensando que privada significaba nudista) y al estar la Liga de la Justicia en ella, se burlan de ellos. Al llegar ahí (con ropa), Lex y Superman descubren que Leena y Connor/Superboy eran novios, así que los separan, pero cantando la canción "Give As Dirt" ellos de reúnen.

### Starro Attacks
Todos los villanos y héroes empiezan a pelearse porque no está de acuerdo que Leena y Superboy/Connor sean novios. De repente, aparece Starro, que ahora es mucho más grande, por lo cual villanos y héroes se unen a pelear. Durante la pelea, Espantapájaros, Dos Caras, Reverse Flash, y Flash son quemados por el Pingüino; a Cyborg se le produce un cortocircuito con el mar, el Guasón es asesinado por Harley Quinn (haciendo que Batman se lamente y salga el cómic "Batman: Death of the Joker", el cual Robin consigue primero), el Capitán Frío, Brainiac, y el Acertijo son aplastados; Sinestro y Linterna Verde son golpeados por Starro; Aquaman llama a un ejército de caballos de mar, y ellos atacan, pero no sirven de gran ayuda. Con todos los villanos y héroes derrotados, Leena le dice a Connor que al menos morirán juntos, por lo cual a Starro se le humedece el ojo y se arrepiente de lo que hizo, pero Batman llega con el Velero Linterna y le revienta el ojo, matándolo. Al final, Luthor y Superman aceptan que sus hijos vuelvan a estar juntos. Al final, Gorilla Grodd se casa con Bizarro, quien dice que si se quiere casar con él (en realidad le dijo que no, pero el lo malinterpretó y lo besó en la boca); Jimmy Olsen dice que el especial no le gustó y que revivió con un amuleto, pro lo cual Lex y su vieja banda empiezan a tocar de nuevo la canción "Sexx Luthor" en los créditos y el especial termina.

## Reparto de Voces
- Seth Green - El Espantapájaros, Superboy, Bati-Perro, Perro-Bane, Batman, Chemo (probablemente), Black Manta, Killer Croc, Toyman, Voz de la Computadora, Voz de la Radio, Dr. Fate, Cyborg, Nerd, James "Jimmy" Olsen, Cara de Barro, el Pingüino, Robin
- Alex Borstein - Mujer Maravilla
- Clancy Brown - Gorilla Grodd
- Hugh Davidson - Detective Marciano, Líder de los Caballos de Mar
- Frank Welker - Darkseid
- Zac Efron - Brainiac, Superboy
- Nathan Fillion - Linterna Verde
- Chad Morgan - Niña Exploradora, Hiedra Venenosa,
- Clare Grant - Cheetah, Tina, Gatúbela, Melanie, Mujer de Aquaman
- Sarah Hyland - Leena Luthor
- Breckin Meyer - Solomon Grundy, Superman
- Alfred Molina - Lex Luthor,
- Paul Reubens - Hombre Playero
- Neil Patrick Harris - Dos Caras
- Giovani Ribisi - El Guasón
- Matthew Senreich - Bizarro, Sinestro, Acertijo, Black Adam, Flash, Reverse Flash, Linterna Verde, Calvin Crane, Camarero del Restaurante, Clark Kent, Brujo del Clima
- Kevin Shinick - Narrador/Anunciador, Starro el Conquistador
- Tara Strong - Harley Quinn
- Zeb Wells - Capitán Frío, Sinestro, Cosa del Pantano, Flecha Verde

## Trivialidades
- La forma de escapar del Manicomio Arkham en globo aerostático durante el segmento "Arkham Breakout" podría ser una referencia a Superman II, cuando Lex Luthor y su ayudante Otis escapan (aunque Otis era tan gordo que lo dejaron a merced de los guardias).
- La apariencia del Sr. Frío es igual a la de las series animadas Batman: The Animated Series, The New Batman Adventures, Batman Beyond y a la de la película Batman & Mr. Freeze: SubZero. Dichas series y película pertenecen al DC Animated Universe.
- El segmento "Bathound vs. Banehound" es una clara parodia al cómic The Man Who Broke The Bat y también es casi idéntico al segmento "That's Bane" del episodio especial "Robot Chicken DC Comics Special". Cabe destacar que Perro-Bane tiene la vestimenta usada por Bane en la película de Christopher Nolan, The Dark Knight Rises.
- El segmento "Worked to the Bone" es una parodia a Super Friends. Cabe destacar que Calvin Crane, el sobrino de Jonathan Crane/El Espantapájaros es solamente inventado en este especial. En lo cómics, nunca se menciona que Crane tenga un sobrino. En este segmento cabe destacar que la apariencia de Killer Croc es la misma que tiene en la saga finalizada de videojuegos Batman: Arkham.
- El segmento "Cyborg's Poop" es una referencia a Teen Titans.
- El segmento "Spring Break of Doom" es un cruce entre Super Friends y Grease (este último por la canción "Give As Dirt", parodia a "Tell Me More"). Cabe notar que en este segmento el traje playero del Guasón es el mismo traje tropical del cómic Batman: The Killing Joke.
- El segmento "Starro Attacks" es otra parodia y referencia a Super Friends y a Teen Titans. Además, la pose que pone Batman con el cadáver del Guasón es la misma pose que tiene con el cadáver de Jason Todd/Robin II en el cómic Batman: Death of the Family (incluso el título "Batman: Death of the Joker" lo parodia; y que Robin sea el primero en comprarlo es irónico, porque el segundo Robin muere en dicho cómic parodiado).

## Secuela
Se ha anunciado que un tercer especial de DC Comics llamado "DC Comics Special III: Magical Friendship" se estrenará a mediados del 2015, cual será la secuela de este especial. El tráiler se puede ver en https://www.youtube.com/watch?v=jVogX7M2RCA.